# Heinrich Windelen

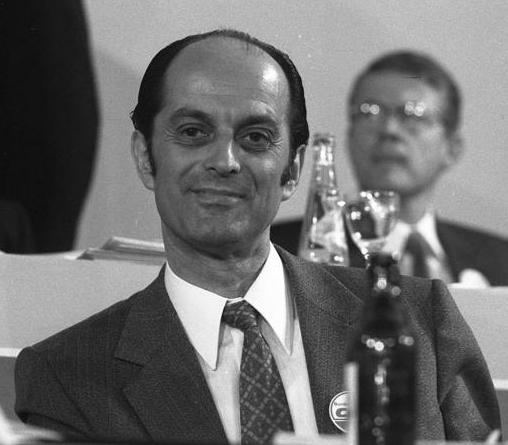
Heinrich Windelen (1972)

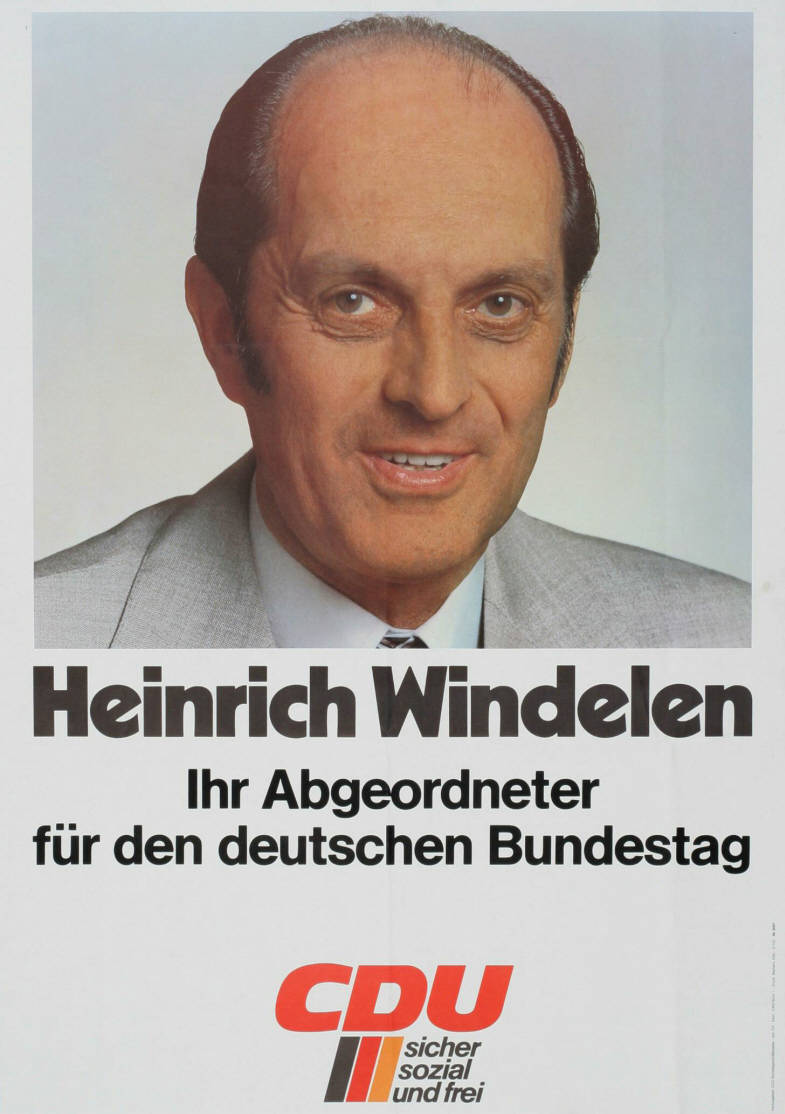
Kandidatenplakat zur Bundestagswahl 1980

Heinrich Windelen (* 25. Juni 1921 in Bolkenhain, Provinz Schlesien; † 16. Februar 2015 in Warendorf) war ein deutscher Politiker (CDU). Er war 1969 Bundesminister für Vertriebene, Flüchtlinge und Kriegsgeschädigte und von 1983 bis 1987 Bundesminister für innerdeutsche Beziehungen.

## Leben und Beruf
Nach dem Abitur 1939 leistete Windelen zunächst bis 1940 den Reichsarbeitsdienst ab, um danach ein Studium (Physik und Chemie) in Breslau zu beginnen. Aber bereits 1941 wurde er zur Wehrmacht eingezogen und nahm bis 1945 am Zweiten Weltkrieg teil, zuletzt im Rang eines Feldwebels der Reserve. Nach seiner Entlassung aus der Kriegsgefangenschaft kam er als Heimatvertriebener nach Westfalen und absolvierte dort von 1945 bis 1948 eine kaufmännische Ausbildung. Seit 1949 war er als Mitbegründer Geschäftsführer eines kaufmännischen Betriebes in Warendorf.
Heinrich Windelen war zuletzt verwitwet und hatte vier Kinder.

## Partei
Ab 1946 war Windelen Mitglied der CDU. Von 1970 bis 1977 war er Landesvorsitzender der CDU Westfalen-Lippe. Er war Ehrenvorsitzender des Landesvorstandes der CDU Nordrhein-Westfalen.

## Abgeordneter
Von 1947 bis 1948 sowie von 1964 bis 1966 war Windelen Mitglied des Kreistages von Warendorf, von 1948 bis 1964 auch Stadtverordneter der Stadt Warendorf.
Vom 28. September 1957, als er für den ausgeschiedenen Abgeordneten Anton Sabel nachrückte, war er bis 1990 Mitglied des Deutschen Bundestages.
Hier war Windelen von 1969 bis 1980 stellvertretender Vorsitzender der CDU/CSU-Bundestagsfraktion. Vom 20. Oktober 1977 bis zum 8. April 1981 war er Vorsitzender des Haushaltsausschusses, nachdem er bereits von 1965 bis zum 5. Oktober 1967 dessen stellvertretender Vorsitzender gewesen war. Vom 2. April 1981 bis 1983 war er schließlich Vizepräsident des Bundestages.
Windelen war 1957 über die Landesliste Nordrhein-Westfalen und sonst stets als direkt gewählter Abgeordneter des Wahlkreises Beckum – Warendorf bzw. ab 1980 des Wahlkreises Warendorf in den Deutschen Bundestag eingezogen. Zuletzt erreichte Windelen bei der Bundestagswahl 1987 in seinem Wahlkreis 51,7 % der abgegebenen Erststimmen.
Windelen, der schon die Ostverträge abgelehnt hatte, stimmte am 21. Juni 1990 gemeinsam mit seinen Fraktionskollegen Helmut Sauer, Fritz Wittmann, Gerhard Dewitz, Ortwin Lowack, Kurt Rossmanith, Herbert Czaja, Franz-Hermann Kappes, Joachim Kalisch, Claus Jäger, Dietrich Mahlo, Matthias Engelsberger und Lorenz Niegel aus „völkerrechtlichen Gründen und wegen der Verletzung des Selbstbestimmungsrechts des deutschen Volkes“ gegen die von seiner Fraktion mit eingebrachte interfraktionelle Gemeinsame Entschließung zur deutsch-polnischen Grenze, die die Oder-Neiße-Grenze als deutsche Ostgrenze bezeichnet. Am 20. September 1990 lehnte er auch den Einigungsvertrag zwischen der Bundesrepublik Deutschland und der DDR ab, weil seiner Ansicht nach darin das Heimatrecht der Heimatvertriebenen endgültig aufgegeben werde und dieses Opfer den Vertriebenen nicht zugemutet werden könne.

## Bundesminister
Am 7. Februar 1969 wurde er als Bundesminister für Vertriebene, Flüchtlinge und Kriegsgeschädigte in die von Bundeskanzler Kurt Georg Kiesinger geleitete Bundesregierung (Kabinett Kiesinger) berufen, schied jedoch schon wenige Monate später nach dem Regierungswechsel zur sozialliberalen Koalition als Ergebnis der Bundestagswahl am 21. Oktober wieder aus der Regierung aus.
Nach der Bundestagswahl 1983 wurde er zum Bundesminister für innerdeutsche Beziehungen in der von Bundeskanzler Helmut Kohl geführten Bundesregierung (Kabinett Kohl II) ernannt. Mit Ablauf der Legislaturperiode schied er 1987 aus der Regierung aus.

## Ehrungen
- 1969: Großes Verdienstkreuz der Bundesrepublik Deutschland
- 1975: Ehrenplakette des Bundes der Vertriebenen
- 1977: Großes Verdienstkreuz mit Stern der Bundesrepublik Deutschland
- 1981: Schlesierschild der Landsmannschaft Schlesien
- 1985: Großes Verdienstkreuz mit Stern und Schulterband der Bundesrepublik Deutschland
- Ehrenbürger von Warendorf[2]
- Ehrenbürger von Bolkenhain[2]

## Veröffentlichungen
- Moderne Haushaltswirtschaft (= Zum Dialog; Nr. 21). CDU-Wirtschaftsrat, Bonn 1969.
- Für Deutschland und Europa. Reden und Aufsätze. Edition Atlantic-Forum, Bonn/Brüssel/New York 1969.
- SOS für Europa. Seewald-Verlag, Stuttgart 1972, ISBN 3-512-00231-5.
- Der Haushaltsausschuß im politischen Prozeß. In: Verwaltung und Fortbildung. Jg. 1978, Heft 3, S. 93–100.
- Strukturveränderungen in der öffentlichen Finanzwirtschaft. Geldpolitik und Haushaltspolitik. In: Geld und Währung. Bonn 1979, S. 55–61.
- Das Parlament zwischen Ausgabenfreude und Haushaltskontrolle. In: Günter Triesch: Staatsfinanzen und Wirtschaft. Köln 1981, S. 111–130.
- Beiträge zur Deutschlandpolitik. Gesamtdeutsches Institut, Bonn 1983.